# Camp Verde
Camp Verde é uma vila localizada no estado americano do Arizona, no condado de Yavapai. Foi incorporada em 1986.

## Geografia
De acordo com o United States Census Bureau, a vila tem uma área de 111,8 km², onde 111,7 km² estão cobertos por terra e 0,1 km² por água.

### Localidades na vizinhança
O diagrama seguinte representa as localidades num raio de 32 km ao redor de Camp Verde. 

## Demografia
Segundo o censo nacional de 2010, a sua população é de 10 873 habitantes e sua densidade populacional é de 97,3 hab/km². Possui 4 726 residências, que resulta em uma densidade de 42,3 residências/km².